# NGC 2543
NGC 2543 est une galaxie spirale barrée située dans la constellation du Lynx. NGC 2543 a été découverte par l'astronome germano-britannique William Herschel en 1788. Cette galaxie a aussi été observée par l'astronome français Stéphane Javelle le 12 février 1896 et elle a été ajoutée à l'Index Catalogue sous la cote IC 2232.

## Caractéristiques
La classe de luminosité de NGC 2543 est II et elle présente une large raie HI. De plus, c'est une galaxie du champ, c'est-à-dire qu'elle n'appartient pas à un amas ou un groupe et qu'elle est donc gravitationnellement isolée.

### Distance
Sa vitesse par rapport au fond diffus cosmologique est de 2 654 ± 13 km/s, ce qui correspond à une distance de Hubble de 39,1 ± 2,8 Mpc (∼128 millions d'al).
À ce jour, huit mesures non basées sur le décalage vers le rouge (redshift) donnent une distance de 32,888 ± 2,975 Mpc (∼107 millions d'al), ce qui est à l'extérieur des valeurs de la distance de Hubble. Notons que c'est avec la valeur moyenne des mesures indépendantes, lorsqu'elles existent, que la base de données NASA/IPAC calcule le diamètre d'une galaxie et qu'en conséquence le diamètre de NGC 2543 pourrait être d'environ 30,7 kpc (∼100 000 al) si on utilisait la distance de Hubble pour le calculer. 

## Galaxies en orbite
Le relevé astronomique SAGA destiné à la recherche de galaxies satellites en orbite autour d'une autre galaxie a permis de confirmer la présence de trois galaxies satellites pour NGC 2543.